# Schwarzrandige Schafgarbe
Die Schwarzrandige Schafgarbe oder Schwarze Schafgarbe (Achillea atrata) ist eine Pflanzenart aus der Gattung der Schafgarben (Achillea) innerhalb der Familie der Korbblütler (Asteraceae).

## Trivialnamen
Für diese Art bestehen bzw. bestanden auch die häufig nur regional gebräuchlichen Bezeichnungen: Edelraute (Pongau, Pinzgau), Schwarze Gabüse (Berner Oberland), Wilder Grahl (Fusch im Pinzgau), Schwarze Garbe (Berner Oberland), Genepi, Genipi, Grüner Raut (Zillertal), Reifern (Wallis), Unser Frauen schwarz Rauch (Ungarn).

## Beschreibung

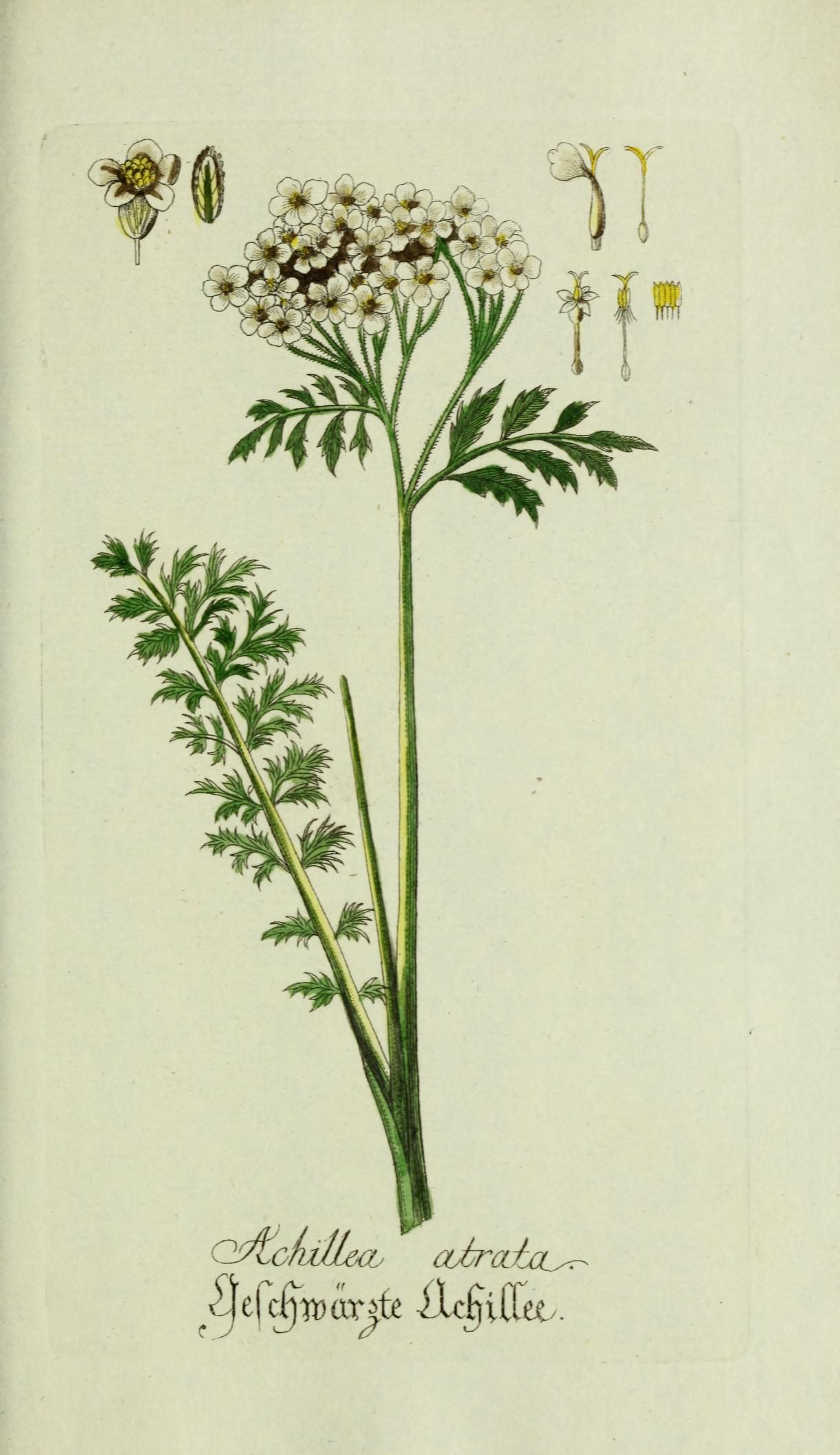
Illustration aus Plantarum indigenarum et exoticarum icones ad vivum coloratae, oder, Sammlung nach der Natur gemalter Abbildungen inn- und ausländischer Pflanzen, für Liebhaber und Beflissene der Botanik

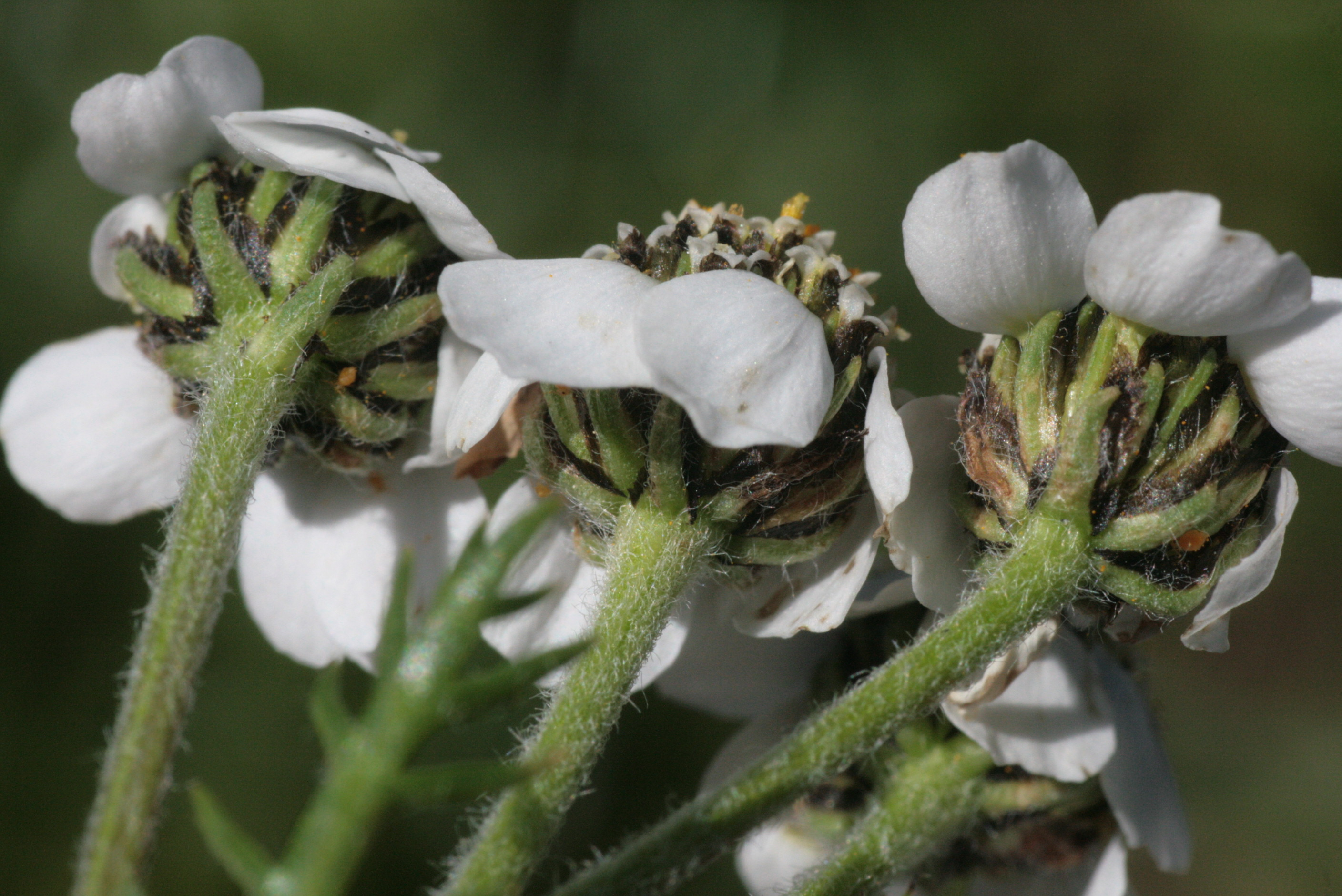
Blütenkörbchen von unten

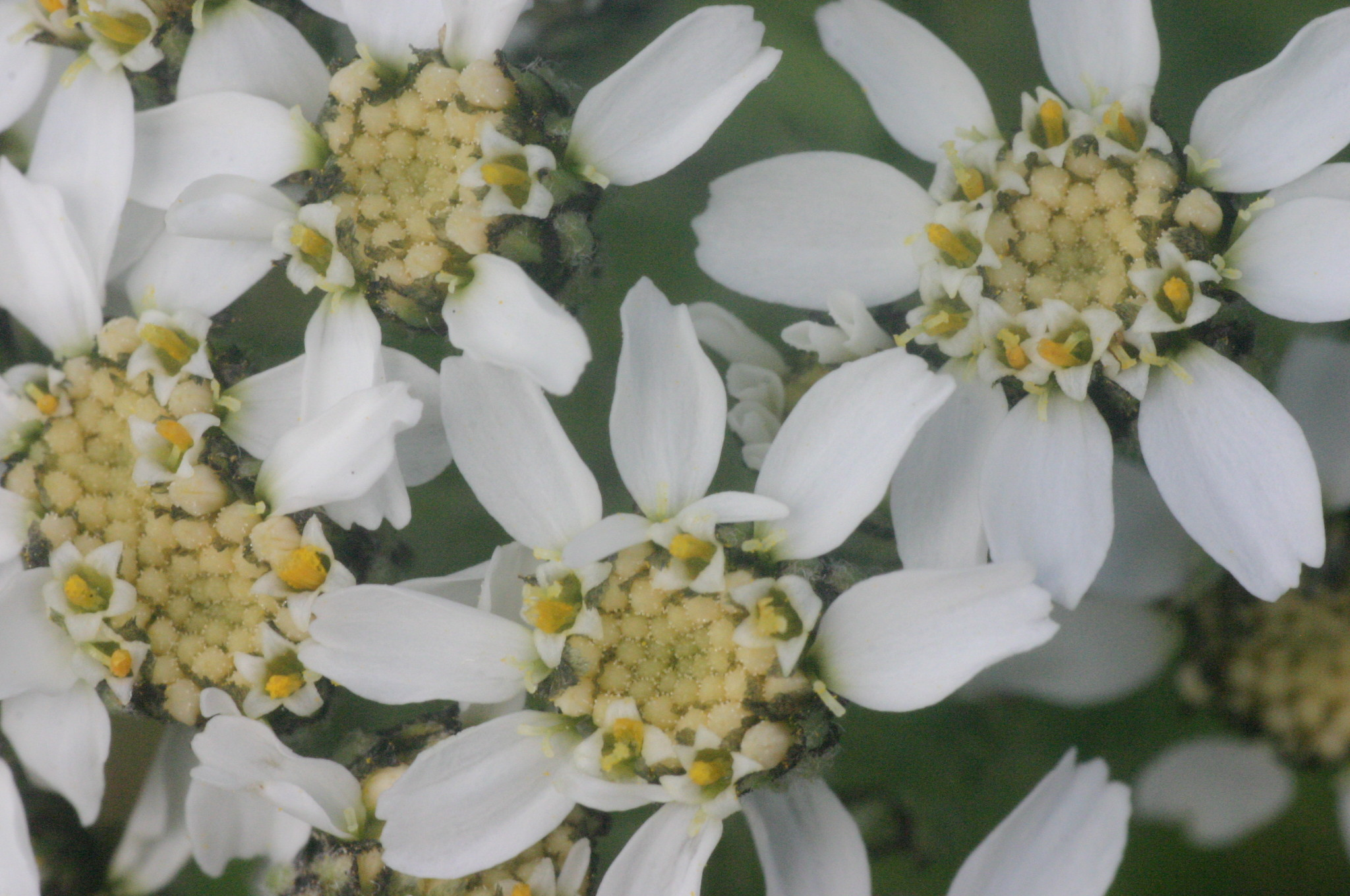
Blütenkörbchen von oben mit Zungen- und Röhrenblüten im Detail

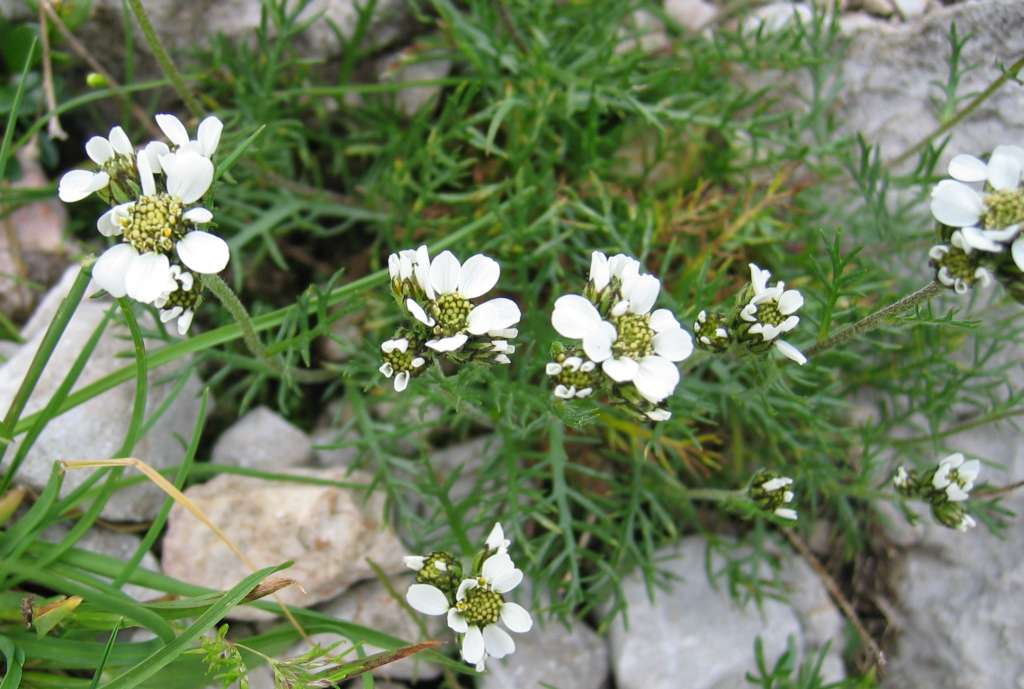
Habitus Laubblätter und Blütenkörbchen

### Vegetative Merkmale
Die Schwarzrandige Schafgarbe wächst als ausdauernde krautige Pflanze und erreicht Wuchshöhen von 5 bis 25 Zentimetern. Die Pflanzenteile duften kaum. Der einfachen Stängel ist selbstständig aufrecht. Stängel und Korbstiele sind dicht abstehend behaart.
Die im Umriss länglichen Grundblätter sind gestielt und tief fiederspaltig mit meist drei- bis fünfspaltigen Zipfeln. Die oberen Laubblätter sind sitzend.

### Generative Merkmale
Die Blütezeit reicht von Juli bis August. In einem endständigen, Schirmtraubigen Gesamtblütenstand sind die Blütenkörbchen angeordnet. Die Blütenkörbchen weisen einen Durchmesser von 11 bis 16 Millimetern auf. Die Hüllblätter sind grün mit einem breiten schwarzen Hautrand. In einem Blütenkörbchen befinden sich Röhrenblüten und Zungenblüten.  Die sieben bis zwölf Randblüten = Zungenblüten sind zygomorph und weiß. Die zahlreichen Scheibenblüten = Röhrenblüten sind radiärsymmetrisch und blassgelblich.
Die Achänen sind etwa 2 Millimeter lang und ohne Pappus.
Die Chromosomenzahl beträgt 2n = 18.

## Vorkommen
Die Schwarzrandige Schafgarbe ist in den Alpen von Savoyen und Piemont im Westen bis Niederösterreich, Steiermark und Krain im Osten verbreitet. Es gibt Fundortangaben für Frankreich, Italien, die Schweiz, Deutschland, Österreich, Liechtenstein und Slowenien.
Standorte sind meist feuchte, kalkreiche Böden, Fels- und Schuttfluren. Die Schwarzrandige Schafgarbe ist eine Charakterart der Ordnung Thlaspietalia rotundifolii.
Die Schwarzrandige Schafgarbe besiedelt Höhenlagen von 1300 bis 3000 Metern, am Finsteraarhorn in der Schweiz sogar bis auf fast 4300 Metern. In den Allgäuer Alpen steigt sie von 1300 Metern bis zu einer Höhenlage von 2500 Metern auf.
Die ökologischen Zeigerwerte nach Landolt et al. 2010 sind in der Schweiz: Feuchtezahl F = 3 (mäßig feucht), Lichtzahl L = 5 (sehr hell), Reaktionszahl R = 5 (basisch), Temperaturzahl T = 1 (alpin und nival), Nährstoffzahl N = 2 (nährstoffarm), Kontinentalitätszahl K = 3 (subozeanisch bis subkontinental).

## Taxonomie
Die Erstveröffentlichung von Achillea atrata erfolgte 1753 durch Carl von Linné in Species Plantarum, Tomus II, S. 899. Synonyme von Achillea atrata L. sind beispielsweise: Achillea halleri Crantz, Achillea atrata subsp. halleri (Crantz) P.Fourn.